# Balacra inflammata
Balacra inflammata är en fjärilsart som beskrevs av George Francis Hampson 1914. Balacra inflammata ingår i släktet Balacra och familjen björnspinnare. Inga underarter finns listade i Catalogue of Life.